# Вайселия (Калифорния)
Вайселия, среща се и като Висалия, (на английски: Visalia произнася се Вайселия) е град и окръжен център на окръг Тулери в щата Калифорния, САЩ. Вайселия е с население от 111 000 жители (2006) и има обща площ от 74 км². Вайселия е разположен в Централна Калифорния, на около 373 км (233 мили) югоизточно от Сан Франциско и на около 294 км (184 мили) северно от Лос Анджелис. Висалия е заселена през 1852 г., което прави града най-старото постоянно заселено място във вътрешността на щата между Стоктън и Лос Анджелис.